# 套體素
套體素（coatomer）為一種蛋白質複合物。這種蛋白質會被覆在囊泡的外圍。目前已知的共有三種：
- COPI ：負責逆向運輸，將高基氏體的物質送至內質網。
- COPII ：負責順向運輸，將內質網的物質送至高基氏體。
- 内涵蛋白（英语：clathrin）及其相關銜接蛋白（英语：adaptin），可將胞吞小體從細胞膜送至溶體。